# 剑桥大学克莱尔学堂
剑桥大学克莱尔学堂 是剑桥大学的一个学院。克莱尔学堂是剑桥大学两所仅招收研究生的学院中的一所，另一所是达尔文学院。